# Premsa econòmica
La premsa econòmica és la premsa escrita especialitzada en economia, que es sol anomenar premsa salmó, pel color del paper en què s'imprimeixen alguns prestigiosos diaris d'aquest tipus. Aquest costum va ser iniciada el 1893 pel diari londinenc Financial Times. El periodisme econòmic o  financer  és una branca del periodisme enfocada a informar sobre els fets relacionats amb l'economia, incloent temes en finances, banca o el mercat borsària, a més mostra com analitzar, interpretar i redactar la informació econòmica.

## Història
Els primers esbossos d'informació econòmica es remunten a les necessitats de la burgesia mercantil europea. Els anomenats Price-Currents són els primers informes de preus que neixen en els ports europeus, principalment del Regne Unit i Països Baixos, entre el segle xvi i XVII. Aquests eren butlletins de preus que es negociaven en els diferents ports. El "preu actual" més antic amb els preus escrits a mà va ser realitzat a Amsterdam en 1585 i l'imprès a la mateixa ciutat el 1609.

Les primeres informacions específiques sobre economia van aparèixer a la premsa del segle xvii. En aquesta època, les notícias eren redactades sovint pels mateixos interessats, en molts casos comerciants o banquers, en forma de pamflets o fulls informatius. Més endavant, amb l'aparició dels mitjans en masses, les informacions econòmiques feien referència principalment als valor és en els mercats alimentaris, les cotitzacions de les monedes estrangeres o dels metalls preciosos. En l'actualitat, gran part de les informacions fan referència a l'activitat de les empreses privades i la seva relació amb les del sector públic.
El Segle XIX marca el desenvolupament definitiu de la premsa econòmica com la coneixem fins als nostres dies. El 1785 neix la publicació anglesa The Times, que des dels seus orígens va mostrar un interès per la informació comercial i empresarial. Ja en la seva declaració de principis, en el primer número publicat, assenyala que un dels seus objectius és facilitar l'intercanvi comercial entre les diferents parts de la comunitat. No obstant això, el primer periodista financer estable a aquest diari londinenc arribaria el 1817,Thomas Massa Alsager.
Anys més tard, el 1843 neix The Economist. El 1882 Dow, Jones i Bergstresser funden Dow Jones Company, agència de notícies i informes financers als Estats Units. El 1884 va sorgir a Londres, Gran Bretanya, el primer diari econòmic: Financial News. Mentre que 1888 neix Financial Times. Aquests es fusionessin el 1945 quedant sota el nom de Financial Times. El 1889 Dow Jones Company canvia els seus butlletins Customers Afternoom Letter creant el primer diari diari dels Estats Units: The Wall Street Journal.
Una fita per a la premsa econòmica va ser la Gran Depressió del 29 que va generar tot un canvi que va obligar que a més de ser informativa ha de ser interpretativa i analítica dels esdeveniments i a utilitzar els serveis de documentació.

## Exercici
Les fonts d'aquest tipus de periodisme són de vegades controvertides. La informació sol procedir dels propis actors, de manera que la imparcialitat és moltes vegades dubtosa. L'econòmica és una especialitat que requereix en molts casos una investigació profunda, ja que les empreses no volen fer públiques determinades informació. També se sol recórrer com a font informativa als indicadors econòmics del mateix Govern, als sindicats, col·legis professionals, patronals i mitjans oficials (ministeris, funcionaris, etc.).
Aquest tipus de periodisme s'ha vist acusat moltes vegades d'utilitzar un llenguatge excessivament especialitzat que no permet que el públic general tingui accés a la informació. Els periodistes es defensen legant que la funció de la premsa no és la d'ensenyar i que els termes utilitzats pertanyen al llenguatge econòmic universal.
El periodista especialitzat combina una experiència professional i un ampli coneixement en una determinada àrea d'especialització amb l'aplicació dels coneixements periodístics generals que li permeten informar el públic amb eficàcia.
La informació econòmica se sol dividir en quatre seccions diferents:
- Informació macroeconòmica , destinada a cobrir les informacions sobre l'activitat econòmica de l'Estat i de la resta d'economies mundials.
- Informació borsària , amb dades sobre la borsa nacional i internacional, els tipus de canvi, el mercat de futurs, els fons d'inversió o els canvis de divises.
- Informació empresarial , que abasta les informacions sobre les empreses privades.
- Informació sobre finances privades , sobre factors que afecten l'economia directa dels lectors, com els plans de pensions.